# Hydropunctaria scabra
Hydropunctaria scabra är en svampart som först beskrevs av Vezda, och fick sitt nu gällande namn av Keller, Gueidan & Thüs. Hydropunctaria scabra ingår i släktet Hydropunctaria och familjen Verrucariaceae.   Inga underarter finns listade i Catalogue of Life.